# Reguły kłamstwa
Reguły kłamstwa (cz. Pravidla lži) – czeski dramat obyczajowy z 2006 roku w reżyserii Roberta Sedláčka.

## Główne role
- Jiří Langmajer – Milan
- David Svehlík – Roman
- Martin Stránský – Zdenek
- Martin Trnavský – Adam
- Klára Issová – Monika
- Igor Chmela – Tom
- Jan Budař – Filip
- Petra Jungmannová – Jolana
- David Novotny – Karel
- Jaroslav Plesl – Szachista
- Eva Vrbková – Dana
- Jana Janěková – Marcela
- Jaromír Dulava – Ruda
- Josef Cisár – Franta
- Kristýna Chrástová – Petra